# Ботанический сад БФУ имени И. Канта
Калинингра́дский ботани́ческий сад (официальное название — Ботанический сад Балтийского федерального университета имени Иммануила Канта) — зелёная зона Ленинградского района Калининграда. Расположен между улицами Лесной, улицей Молодёжной, улицей Парковая аллея и железнодорожной линией Калининград-Зеленоградск. Вход — с улицы Лесной.
Сад занимает площадь 13,57 гектара, его коллекция насчитывает более 2500 растений. На его территории располагаются оранжереи, парники, пруд, питомник древесных растений, коллекционные участки травянистых и древесных растений, подсобные помещения.

## История сада

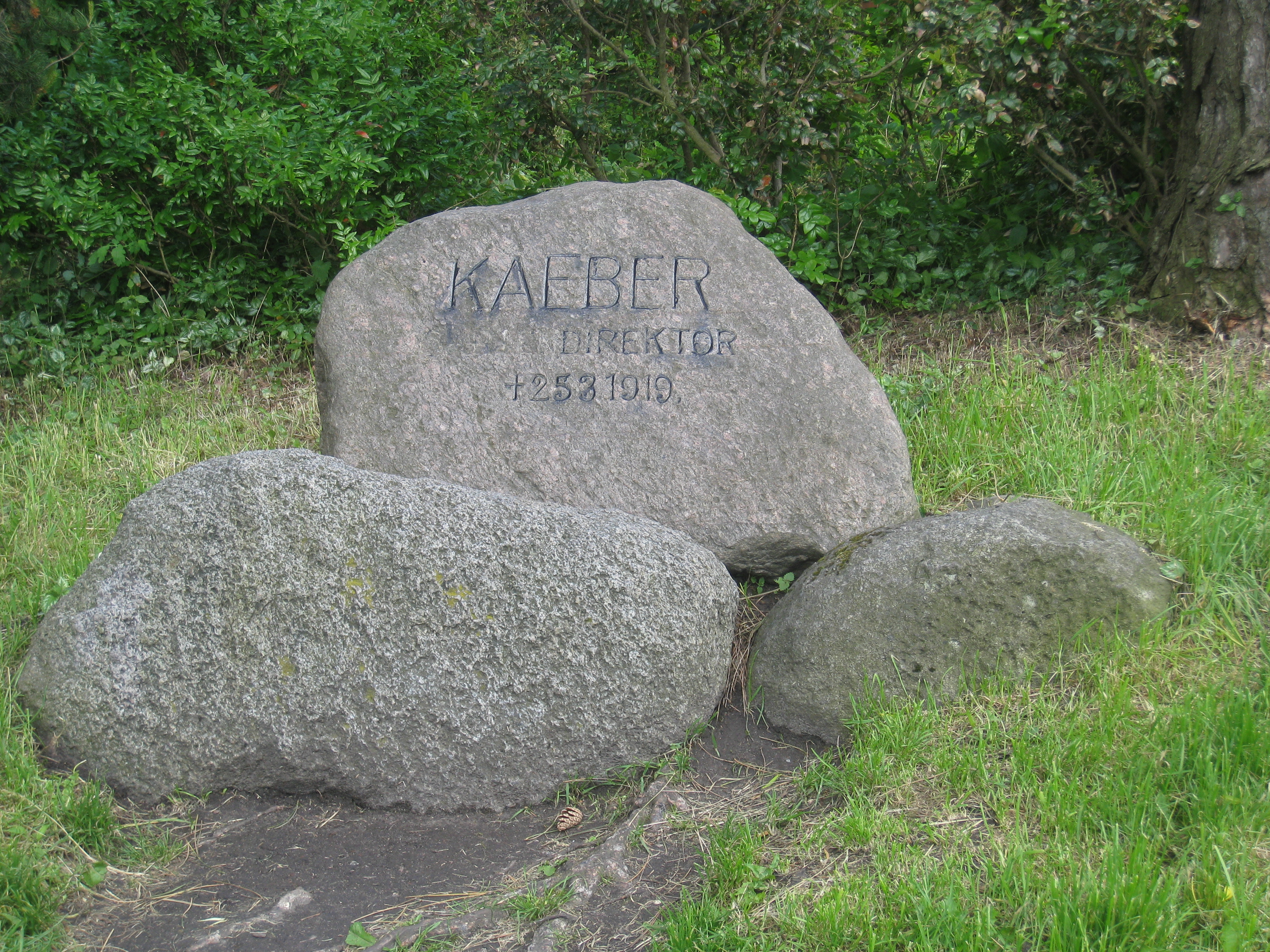
Камень, посвящённый П. Кэберу

План ботанического сада

Первый ботанический сад Кёнигсберга был создан в районе улицы Вагнера в 1796 году Г. Шеффнером. В 1809 году по решению выкупившего этот участок короля Фридриха Вильгельма III сад получил официальный статус университетского. Первым директором был Вильгельм Гумбольдт. Старый ботанический сад занимал площадь 40000 м², в нём было около 900 видов растений. После Второй мировой войны этот небольшой участок передан станции юных натуралистов.
Нынешний ботанический сад города Калининграда располагается на территории бывшего городского Кёнигсбергского садоводства, основанного в 1904 году Паулем Кебером (1869—1919), профессором, заведующим кафедрой высших растений и систематики Кёнигсбергского университета. Садоводство было основано в одном из красивейших районов города Марауненхоф как база для практических занятий студентов. Садоводство снабжало школы города растениями для занятий по ботанике. Важную роль садоводство играло в популяризации растений, посетители могли ознакомиться не только с дендрологической коллекцией, но и с коллекцией овощных, технических, лекарственных и цветочных культур. На территории садоводства находились теплицы и оранжерейный комплекс.
Кебер возглавлял ботанический сад со дня его основания по 1919 год, позднее здесь была установлена мемориальная плита.
Немецкий фонд оранжерейных растений городского Кёнигсбергского садоводства, насчитывавший в 1938 году около 4000 наименований, полностью погиб в конце Второй мировой войны.
После Второй мировой войны постановлением Совета Министров СССР от 4 октября 1948 года была организована Калининградская научно-исследовательская станция зелёного строительства. Она подчинялась непосредственно Академии коммунального хозяйства им. А. Д. Памфилова и работала на правах научно-исследовательского института.
В 1948 году были построены теплицы, восстановлены оранжереи, проведена санитарная рубка, очищен пруд, обновлена планировка. Были проведены описание и учёт декоративного фонда сада, осуществлена работа по определению их названий. В конце 50-х восстановили оранжерею.
Приказом Министра коммунального хозяйства РСФСР от 3 февраля 1956 года станция была ликвидирована. На её базе на основании распоряжения Калининградского облисполкома от 14 февраля 1956 года был создан областной питомник зелёного хозяйства с подчинением отделу коммунального хозяйства облисполкома. Питомник зелёного хозяйства являлся производственным хозрасчётным хозяйством по выращиванию древесно-кустарниковых пород, а также цветочных культур, но не мог проводить научно-исследовательской работы.
Первые тропические и субтропические растения были привезены в 1959 году из Главного ботанического сада в Москве. В дальнейшем коллекция пополнялась видами, выращенными из семян, полученных из других ботанических садов, а также за счет черенков и укорененных растений, подаренных цветоводами-любителями или привезенных сотрудниками сада из командировок.

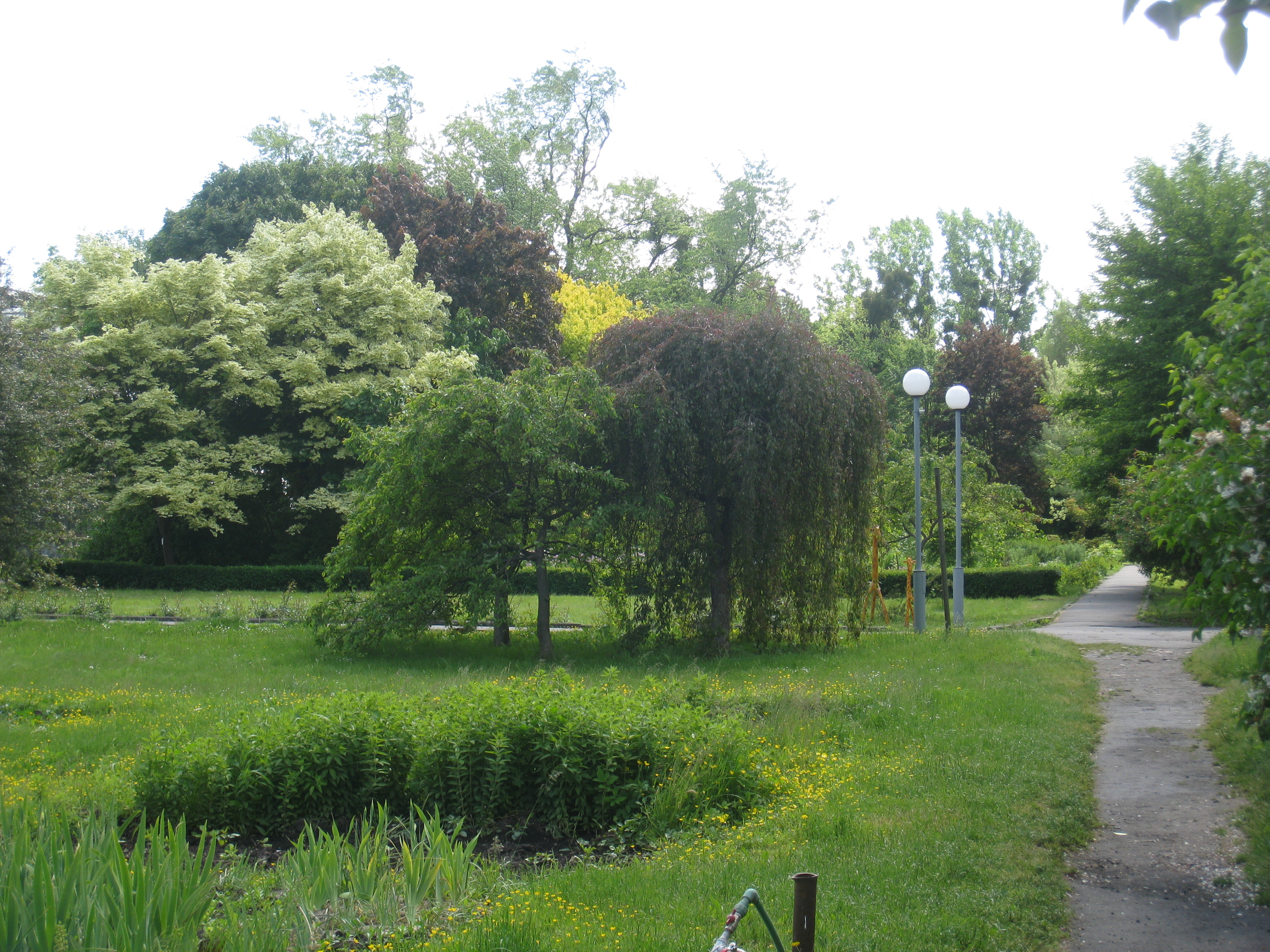
Около центрального входа

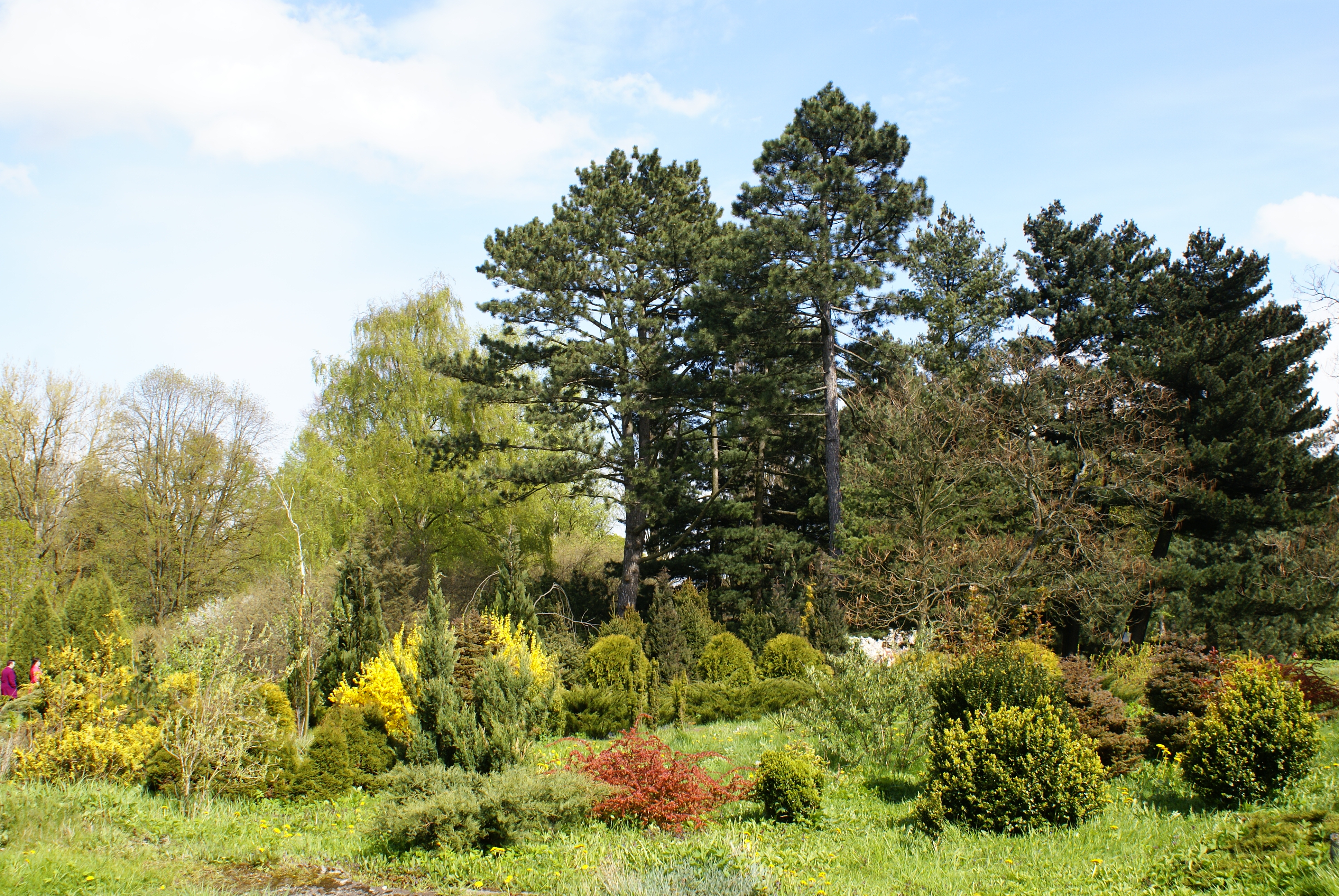
Дворик оранжерей

Ботанический сад был создан на основании решения Калининградского облисполкома от 14 ноября 1957 года в связи с реорганизацией областного питомника зелёного хозяйства с непосредственным подчинением областному отделу народного образования.
В 1967 году сад был передан Калининградскому государственному университету и является научным подразделением университета.
В настоящее время это научное подразделение кафедры биоэкологии и биоразнообразия Балтийского федерального университета имени Иммануила Канта, учебная база для студентов факультетов биоэкологии и геоэкологии, а также педагогического факультетов университета и других учебных заведений города. На его территории располагаются: оранжереи, парники, пруд, питомник древесных растений, коллекционные участки травянистых и древесных растений, подсобные помещения.
Коллекционный фонд Ботанического сада насчитывает более 2500 таксонов (травянистые и древесные, открытого грунта и оранжерейные) растений.
Коллекция теплолюбивых растений размещена в 6 оранжереях общей площадью около 800 м². Экспозиционных отделений — четыре: тропическое, субтропическое, пальмовое и суккулентов.
В красные книги различного ранга (России, стран Балтии, области) занесены 39 видов древесных растений, растущих в Ботаническом саду.
Ежегодно в саду проводятся более 200 обзорных и тематических экскурсий. Ботанический сад поддерживает деловые контакты с 200 садами различных стран мира.

## Оранжереи

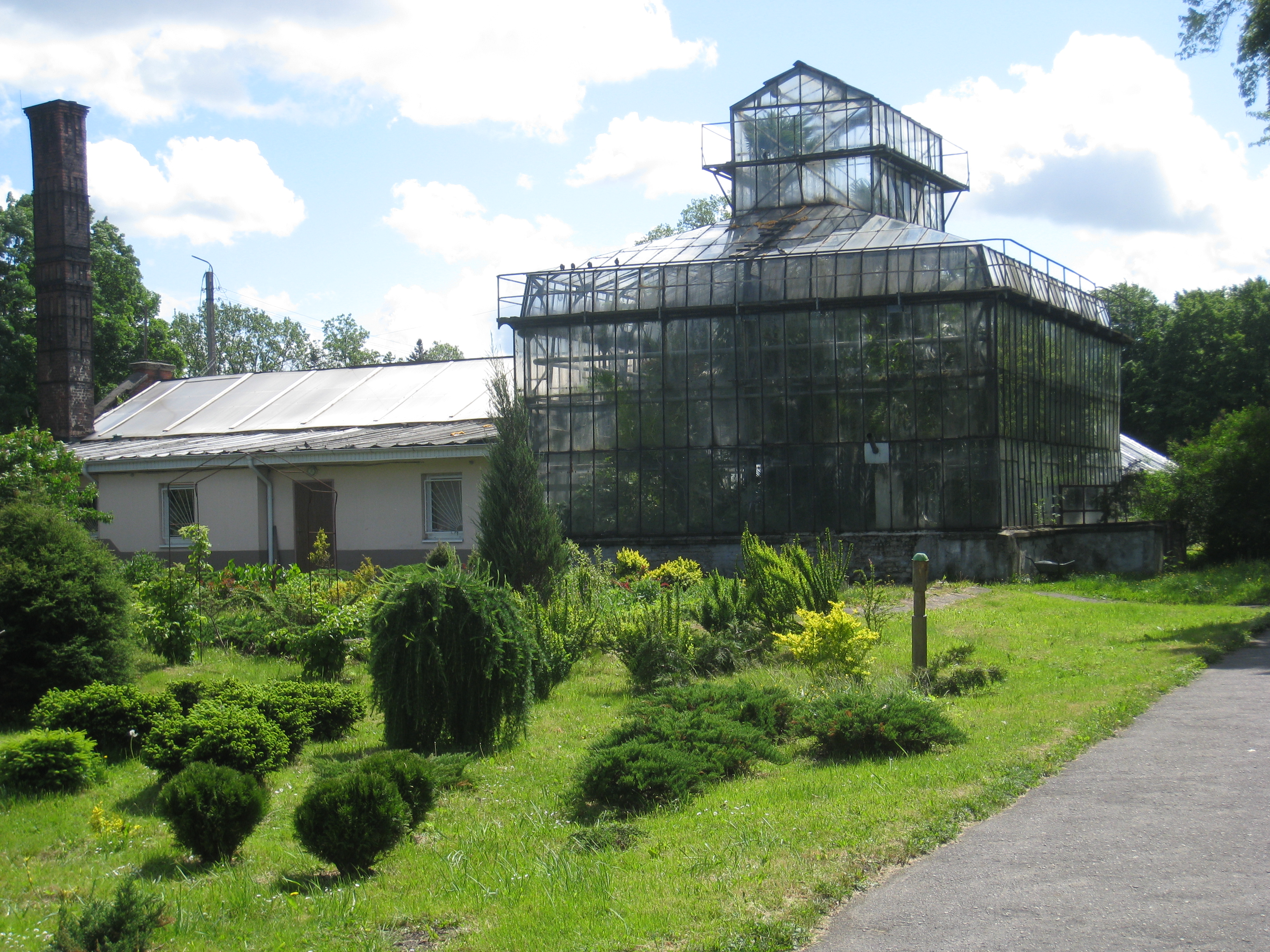
Оранжерея

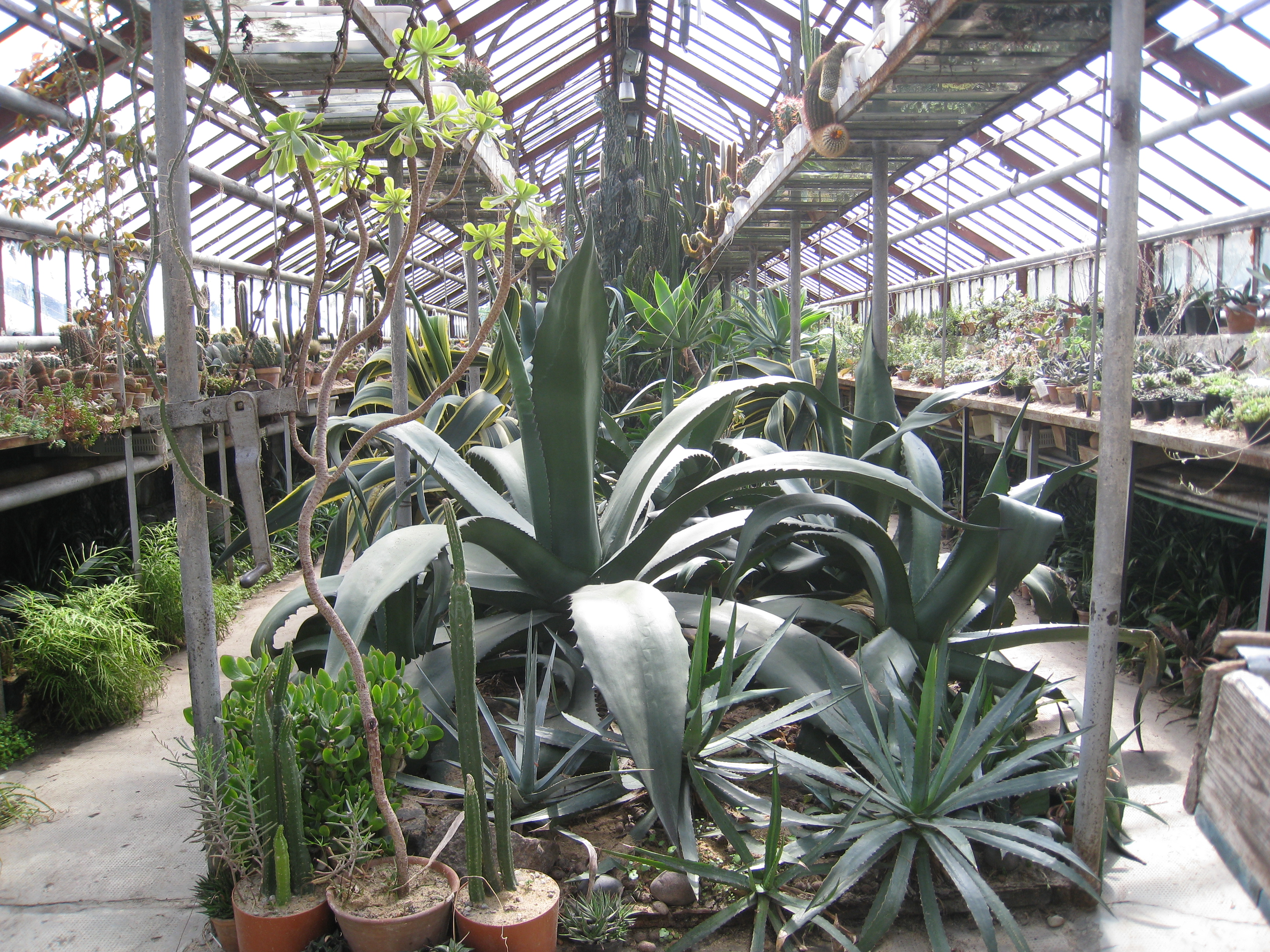
В оранжерее

На площади оранжерейного комплекса находится множество растений. Две 60-летние финиковые пальмы, мужская и женская. Старожил, 110-летняя ливистона китайская, привезённая в 1959 году из Москвы, вымахала ввысь почти на 14 метров. Специально для неё сделали надстройку, увеличив высоту 12-метровой оранжереи в центре ещё на 5 метров. Оранжереи сада долгое время ннаходились в аварийном состоянии. Хозяин ботанического сада — университет искал инвесторов для реконструкции. На состоянии сада сказывались также штормовая погода, снегопады, заморозки.В 2017 году была построена новая оранжерея, но часть коллекции растений не пережила период ремонта.

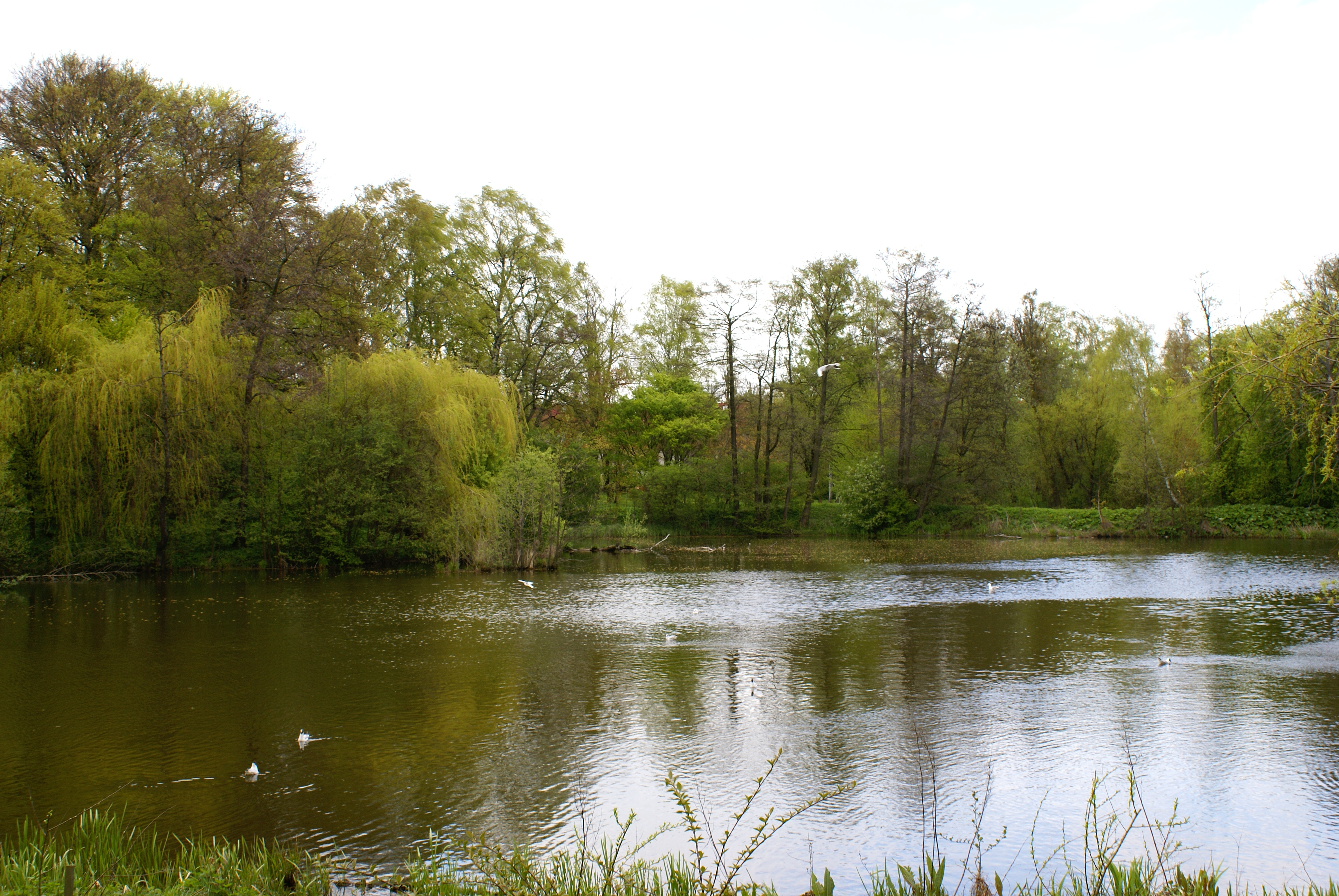
Пруд